# NGC 3286
NGC 3286 = NGC 3284 ist eine Elliptische Galaxie vom Hubble-Typ E im Sternbild Großer Bär am Nordsternhimmel. Sie ist schätzungsweise 368 Millionen Lichtjahre von der Milchstraße entfernt und hat einen Durchmesser von etwa 95.000 Lichtjahren.

Gemeinsam mit NGC 3288 bildet sie das gravitativ gebundene Galaxienpaar KPG 239.
Das Objekt wurde am 8. April 1793 vom deutsch-britischen Astronomen Wilhelm Herschel entdeckt.